# فريتز ستيرن
فريتز ستيرن (بالألمانية: Fritz Stern)‏ (و. 1926 – 2016 م) هو مؤرخ، وكاتب غير روائي، وأكاديمي، وبروفيسور (أستاذ جامعي) من ألمانيا، الولايات المتحدة الأمريكية . ولد في فروتسواف .
وهو عضو في الأكاديمية الأمريكية للفنون والعلوم، والجمعية الأمريكية للفلسفة .
توفي في مدينة نيويورك .

## التعليم
تعلم في جامعة كولومبيا

## مناصب وهيئات
أدار جامعة كولومبيا، وجامعة كورنيل، وجامعة يينا، وجامعة برلين الحرة.

## جوائز
حصل على جوائز منها:
- Marion Dönhoff Award (2009)
- Grand Cross of the Order of Merit of the Federal Republic of Germany (2006)
- Peace Prize of the German Book Trade (1999)
- وسام الاستحقاق للفنون والعلوم (1994)
- زمالة غوغنهايم.

## روابط خارجية
- فريتز ستيرن على موقع مونزينجر (الألمانية)
- فريتز ستيرن على موقع ميوزك برينز (الإنجليزية)
- فريتز ستيرن على موقع إن إن دي بي (الإنجليزية)